# Não É Tarde
Não é Tarde é uma canção gravada pela cantora cristã Fernanda Brum e Ana Paula Valadão, registrada no álbum Cura-Me, lançado em 2008. Foi escrita por Anderson Freire. Sua letra fala sobre nunca ser tarde para Deus realizar seus sonhos.

## Lançamento
"Não é Tarde" fez um grande sucesso no cenário gospel, e recebeu uma boa aceitação do público, tendo repercussão nacional.
Em 2022 a canção fez parte do álbum "Em Casa" de Fernanda Brum, lançado pela Sony Music Brasil, numa versão ao vivo com o medley junto com "Enquanto Eu Chorava" do álbum Glória.

## Versão de Anderson Freire e Fernanda Brum
Anderson Freire, o compositor da música regravou a canção para o seu DVD Essência, com participação especial de Fernanda Brum, a cantora da canção.

## Versão de Fernanda Brum e Eyshila
A cantora regravou a canção para seu álbum comemorativo de 30 anos de carreira pela Sony Music, 30 Anos na África, em parceria com sua amiga Eyshila.